# Renata Gruca-Rokosz
Renata Marlena Gruca-Rokosz – polska inżynier chemik, doktor habilitowana nauk technicznych. Specjalizuje się w funkcjonowaniu ekosystemów wodnych. Profesor nadzwyczajny Politechniki Rzeszowskiej.

## Życiorys
Dyplom magistra inżyniera chemii (specjalność: technologia chemiczna) uzyskała na Wydziale Chemicznym Politechniki Rzeszowskiej w 1999. Doktoryzowała się na Wydziale Inżynierii Środowiska Politechniki Warszawskiej w 2005 na podstawie pracy pt. Badania procesów denitryfikacji i dysymilacyjnej redukcji azotanów do azotu amonowego w osadach dennych zbiorników zaporowych (promotorem pracy był prof. Janusz Tomaszek). Habilitowała się w 2016 na podstawie oceny dorobku naukowego i monografii Dynamika węglowych gazów cieplarnianych w zbiornikach zaporowych: mechanizmy produkcji, emisja do atmosfery. 
Pracuje na stanowisku profesora nadzwyczajnego w Zakładzie Inżynierii i Chemii Środowiska Wydziału Budownictwa, Inżynierii Środowiska i Architektury Politechniki Rzeszowskiej. Prowadzi zajęcia m.in. z chemii środowiska.
Artykuły publikowała m.in. w takich czasopismach jak: „Environment Protection Engineering", „Marine and Freshwater Research" oraz „Oceanological and Hydrobiological Studies".